# روس‌ایر اروپا
روس‌ایر اروپا (به انگلیسی: Rossair Europe) یک شرکت هواپیمایی است. دفتر مرکزی روس‌ایر اروپا در هلند واقع شده‌است.